# When Love Takes Over
«When Love Takes Over» (literalmente en español, «Cuando el amor toma el control») es una canción interpretada por el disc jockey francés David Guetta, con la colaboración de la cantante estadounidense Kelly Rowland. Grabada y compuesta por Guetta, Rowland, Miriam Nervo, Olivia Nervo y Fred Rister para el cuarto álbum de estudio de Guetta, One love (2009), la pieza fue lanzada digitalmente como primer sencillo en mayo de 2009. El sencillo gana éxito mundial , vendiendo más de 5,5 millones de copias en todo el mundo.
«When love takes over» llegó al número uno en el Reino Unido, Irlanda, Italia, Bélgica, Suiza, Eslovaquia, España y Turquía, así como en la lista de popularidad European Hot 100. En otros países de ese continente ha llegado al top cinco y en Norteamérica se convirtió en el segundo éxito de Guetta en la lista Billboard Hot 100, luego de «Love is gone».
Se incluye la canción en la banda sonora del juego GTA IV: The Lost and Damned y Grand Theft Auto IV: The Ballad of Gay Tony, en la radio Vladivostok FM de ambos juegos.

## Antecedentes

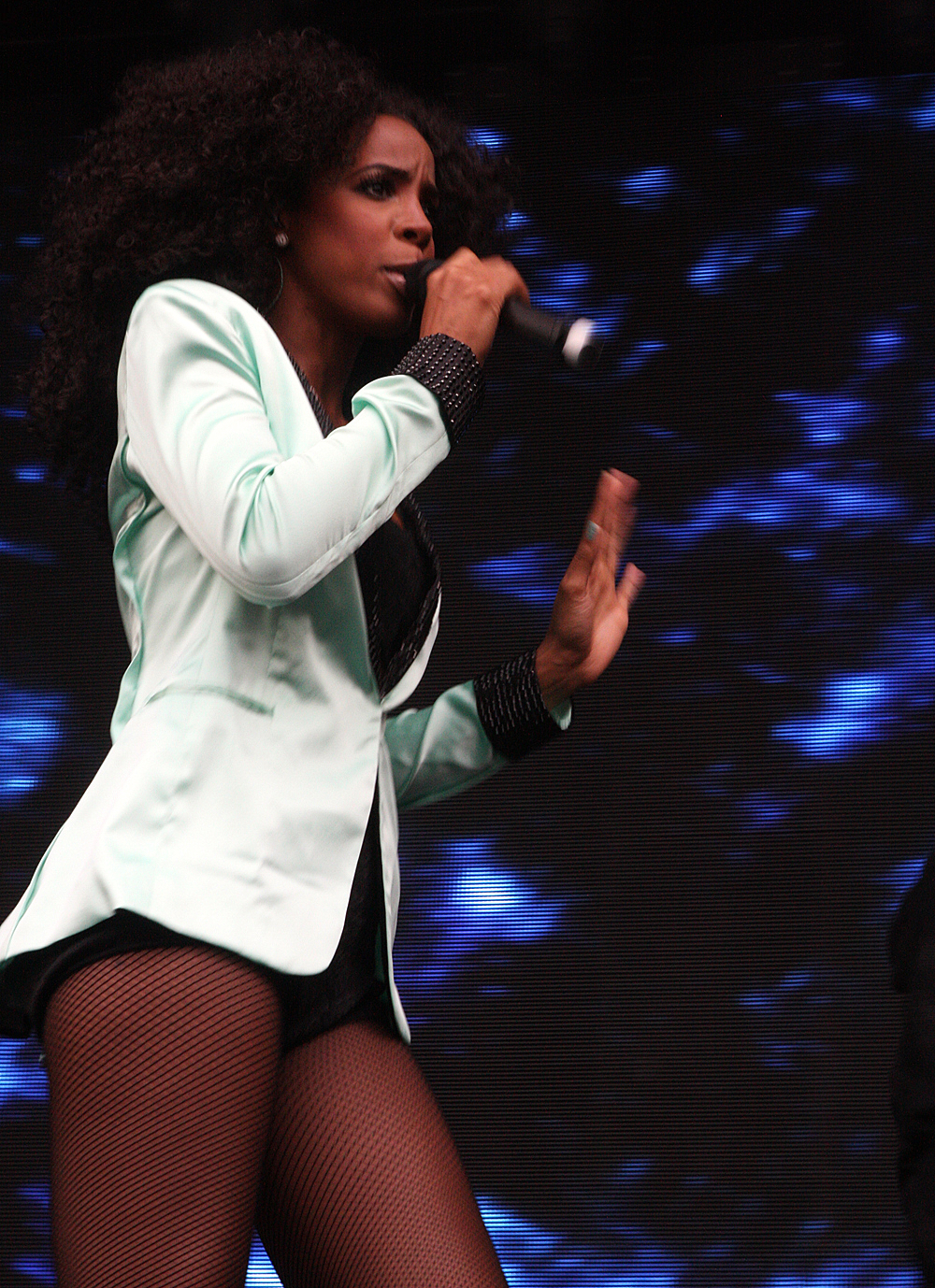
Kelly Rowland actuando en Sídney, Australia, en 2012.

Rowland ha admitido en numerosas ocasiones que, aunque le encanta el dance, no es el tipo de música que ella grabaría. Cuando se reunió en 2008 con Guetta en uno de los espectáculos del DJ en el sur de Francia, comentó que «escucharle fue simplemente extravagante». El conocido disc jockey estaba tocando la versión instrumental de «When Love Takes Over». Recordando cuando le saltaron las lágrimas, Rowland remarcó: «Me sentí muy emocionada por la canción; algo pasó la primera vez que la escuché, y fue simplemente preciosa. Y recuerdo que pensé: '¿Por qué me está tocando de esta manera?' Ya sabes, fue como si para él hubiera algunos enlaces entre [nuestras] almas». En una reunión con David, le preguntó si ella podría encargarse de la letra: «Así que me reuní con él y le pregunté por la pista... Me la dio y me la traje aquí, a Londres, y comencé a escribir la canción real». En una sesión de escritura en la habitación de un hotel de allí, Rowland y el dúo Nervo trabajaron las letras y la melodía mientras escuchaban la canción. Posteriormente, la cantante se reunió con Guetta y Julie Terry Lefèvre-Han en un estudio de grabación para realizar la versión definitiva.
Ya en una entrevista de 2010, Nervo reveló que la compañía discográfica de Rowland no estaba interesada en la canción, a pesar del entusiasmo de esta. En consecuencia, «When Love Takes Over» fue pospuesta hasta que Guetta la desenterró para compilar su cuarto álbum de estudio, One Love. La finalizada canción cantada por Rowland y producida por David Guetta fue estrenada en marzo de 2009, en el Ultra Music Festival en Miami. Un mes después, el 21 de abril de 2009, el sencillo fue lanzado en Europa y Estados Unidos. En el Reino Unido, se lanzó el 21 de junio de ese año para combatir una «inferior» versión de la carátula lanzada en mayo de 2009. Adicionalmente, en julio y agosto de 2009, la cadena de televisión americana, Bravo, autorizó la canción por un periodo de dos meses para usarse en un anuncio interno.

## Producción
Rowland conoció a Guetta en uno de los shows que éste ofreció en Francia en el año 2008. Allí le pidió que le enseñara una de sus piezas. Lo que él le mostró fue el extracto inicial de lo que sería «When love takes over». Nota: La intro inicial es muy similar a la de la canción «Clocks» de Coldplay estrenada en el año 2002. Posteriormente, Rowland se llevó la canción a Londres para escribir la letra y grabar las partes vocales. La versión final fue estrenada en marzo de 2009 en el Ultra Music Festival de Miami. Luego, cuando fue lanzada oficialmente, llegó al segundo lugar de la lista Hot Dance Airplay de la revista Billboard.

## Video musical
El teaser de «When love takes over» fue lanzado oficialmente el 26 de mayo de 2009 en el sitio web y en la página de YouTube oficiales de Guetta.
En el video se ve a Kelly caminando sola por una calle y cantanto en una playa mientras se pone el sol. Guetta es visto llevando su equipo de disc jockey por la ciudad. Al final, Rowland y Guetta se juntan en una fiesta y terminan la canción allí. El video fue dirigido por Jonas Åkerlund y fue lanzado en YouTube el 4 de junio de 2009.

## Críticas
La canción ha recibido varias críticas: Contiene extractos del sencillo «Clocks» de Coldplay en el sonido inicial de piano.

## Presentaciones en vivo
Kelly Rowland y David Guetta interpretaron la canción en el concurso Miss Universo el 23 de agosto de 2009, en la sección de trajes de noche. El show fue televisado por NBC desde las Bahamas y, dos días después, «When love takes over» reingresó a la lista Billboard Hot 100 en la posición cien.
El 15 de octubre del mismo año, el dúo se presentó nuevamente, esta vez en los Premios MTV Latinoamérica 2009, en Los Ángeles, California.

## Listado de canciones
| CD, Single, Promo |                                                         |          |  |
| N.º               | Título                                                  | Duración |  |
| 1.                | «When Love Takes Over» (Original Extended Mix)          | 07:46    |  |
| 2.                | «When Love Takes Over» (Electro Extended Mix)           | 08:20    |  |
| 3.                | «When Love Takes Over» (Norman Doray & Arno Cost Mix)   | 07:12    |  |
| 4.                | «When Love Takes Over» (Laidback Luke Remix)            | 06:08    |  |
| 5.                | «When Love Takes Over» (Albin Myers Remix)              | 08:29    |  |
| 6.                | «When Love Takes Over» (Abel Ramos Paris With Love Mix) | 08:14    |  |
| 7.                | «When Love Takes Over» (Radio Edit)                     | 03:09    |  |
| 8.                | «When Love Takes Over» (Electro Radio Edit)             | 03:00    |  |

## Posicionamiento en listas
| Lista (2009—10)                                 | Mejor posición |
| ----------------------------------------------- | -------------- |
| Alemania (Media Control Charts)                 | 2              |
| Australia (ARIA Charts)                         | 6              |
| Australia (ARIA Dance)                          | 2              |
| Austria (Ö3 Austria Top 40)                     | 3              |
| Bélgica (Ultratop 50 Flandes)                   | 2              |
| Bélgica (Ultratop 50 Valonia)                   | 1              |
| Brasil (Billboard Brasil Hot 100 Airplay)       | 9              |
| Canadá (Canadian Hot 100)                       | 22             |
| Dinamarca (Tracklisten)                         | 2              |
| Escocia (Official Charts Company)               | 2              |
| Eslovaquia (Rádio Top 100)                      | 1              |
| España (PROMUSICAE)                             | 4              |
| España (Los 40 Principales)                     | 1              |
| Estados Unidos (Billboard Hot 100)              | 76             |
| Estados Unidos (Billboard Hot Dance Club Songs) | 1              |
| Estados Unidos (Billboard Latin Pop Songs)      | 25             |
| Estados Unidos (Billboard Mainstream Top 40)    | 29             |
| Finlandia (Suomen virallinen lista)             | 7              |
| Francia (SNEP)                                  | 2              |
| Hungría (Rádiós Top 40)                         | 1              |
| Hungría (Dance Top 40)                          | 8              |
| Irlanda (IRMA)                                  | 1              |
| Israel (Media Forest)                           | 1              |
| Italia (FIMI)                                   | 1              |
| Luxemburgo (Billboard Luxembourg Digital Songs) | 1              |
| Nueva Zelanda (Recorded Music NZ)               | 7              |
| Noruega (VG-lista)                              | 4              |
| Países Bajos (Dutch Top 40)                     | 2              |
| Reino Unido (Official Singles Chart)            | 1              |
| Reino Unido (UK Dance Chart)                    | 1              |
| Rumania (Romanian Top 100)                      | 1              |
| Suecia (Sverigetopplistan)                      | 2              |
| Suiza (Schweizer Hitparade)                     | 1              |
| Unión Europea (Billboard European Hot 100)      | 1              |

| Lista (2000–09)                                 | Mejor posición |
| ----------------------------------------------- | -------------- |
| Alemania (Media Control Charts)                 | 59             |
| Estados Unidos (Billboard Hot Dance Club Songs) | 33             |

| Lista (2009)                                    | Mejor posición |
| ----------------------------------------------- | -------------- |
| Australia (ARIA Charts)                         | 28             |
| Australia (ARIA Dance)                          | 8              |
| Bélgica (Ultratop 100 Flandes)                  | 12             |
| Bélgica (Ultratop 100 Valonia)                  | 5              |
| Canadá (Canadian Hot 100)                       | 92             |
| Dinamarca (IFPI)                                | 8              |
| España (PROMUSICAE)                             | 20             |
| Estados Unidos (Billboard Hot Dance Club Songs) | 1              |
| Hungría (Rádiós Top 100)                        | 15             |
| Irlanda (IRMA)                                  | 16             |
| Italia (FIMI)                                   | 16             |
| Nueva Zelanda (Recorded Music NZ)               | 36             |
| Países Bajos (Dutch Top 40)                     | 19             |
| Suiza (Schweizer Hitparade)                     | 2              |
| Unión Europea (European Hot 100)                | 6              |

| Lista (2010)                                              | Mejor posición |
| --------------------------------------------------------- | -------------- |
| Hungría (Rádiós Top 100)                                  | 9              |
| Estados Unidos (Billboard Dance/Electronic Digital Songs) | 36             |

| País          | Organismo  | Certificación |
| ------------- | ---------- | ------------- |
| Alemania      | BVMI       | Platino       |
| Australia     | ARIA       | 2× Platino    |
| Austria       | IFPI       | 2× Platino    |
| Bélgica       | IFPI       | Oro           |
| Canadá        | CRIA       | Oro           |
| Dinamarca     | IFPI       | Platino       |
| España        | PROMUSICAE | Platino       |
| Francia       | SNEP       | Oro           |
| Italia        | FIMI       | Platino       |
| Nueva Zelanda | RIANZ      | Platino       |
| Reino Unido   | BPI        | Platino       |
| Suiza         | IFPI       | Platino       |